# Mędrzechów (przystanek kolejowy)
Mędrzechów – nieczynny przystanek kolejowy w Mędrzechowie, w województwie małopolskim, w Polsce, na linii Tarnów – Szczucin koło Tarnowa. Znajduje się tu 1 peron.